# Oxid zinečnatý
Oxid zinečnatý (vzorec ZnO) je bílá práškovitá látka, nerozpustná ve vodě. Je to nejstarší známá zinková ruda. V přírodě se vyskytuje jako nerost zinkit (kalamín). Laboratorně se vyrábí nejčastěji rozkladem hydroxidu zinečnatého, průmyslově však spalováním zinku. Největší využití má oxid zinečnatý v malířství jako bílý pigment známý pod názvem zinková běloba.

## Základní fyzikálně-chemické vlastnosti
Oxid zinečnatý je bílá práškovitá látka, nerozpustná ve vodě. Rozpouští se však v zředěných kyselinách a roztocích hydroxidů, jedná se tedy o amfoterní oxid. Oxid zinečnatý krystaluje v šesterečné soustavě nebo tvoří jemný bílý prášek známý v malířství jako zinková běloba. Oxid zinečnatý se rozkládá (na kyslík a plynný zinek) při teplotě 1 975 °C.

## Historický vývoj
První použití oxidu zinečnatého (jako rudy) lze datovat ve starověku, kdy se zinek používal ve slitině s mědí jako mosaz a to již ve starověkém Egyptě okolo roku 1400 př. n. l. nebo Homérově době. Mosaz se získávala tavením mědi se zinkovou rudou, kterou Řekové označovali jako cadmia — časem se z tohoto názvu vyvinul název kalamín, což je nejstarší známá zinková ruda. Místo kalamín se dnes častěji nazývá zinkit.

## Výskyt

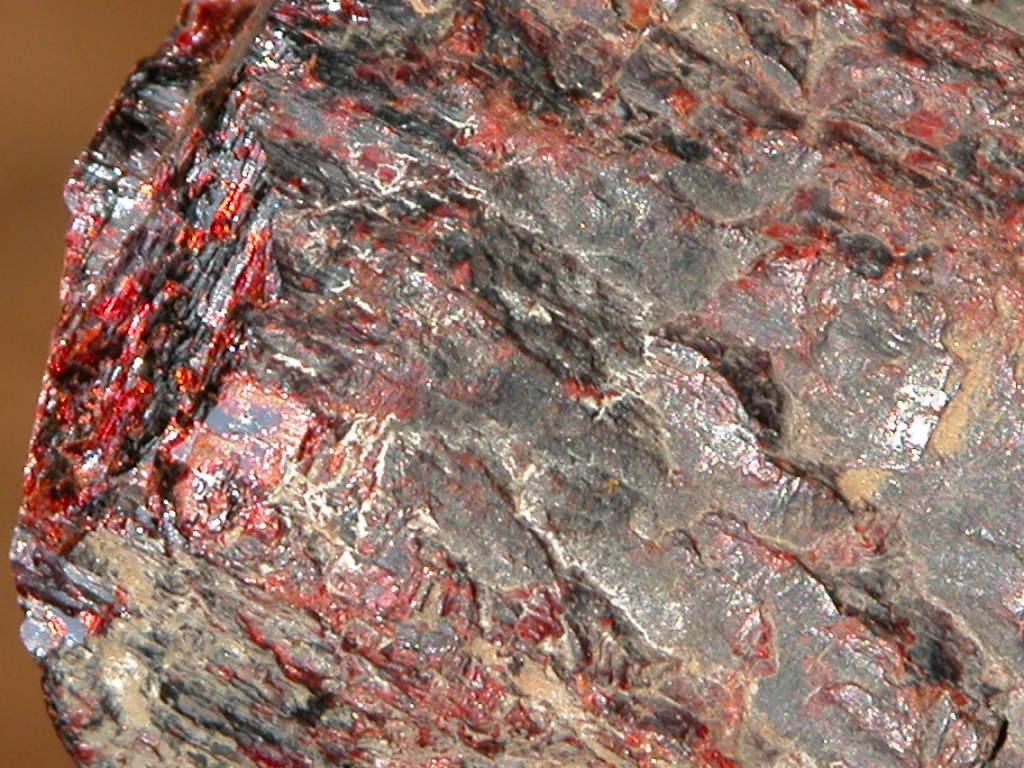
Zinkit – ZnO

V přírodě se nachází jako nerost zinkit neboli kalamín či červená ruda zinková.

## Výroba
Laboratorní příprava
Oxid zinečnatý se dá připravit termickým rozkladem hydroxidu zinečnatého, uhličitanu zinečnatého nebo dusičnanu zinečnatého.
{\displaystyle \mathrm {Zn(OH)_{2}\ \to \ ZnO+H_{2}O} }
{\displaystyle \mathrm {ZnCO_{3}\ \to \ ZnO+CO_{2}} }
{\displaystyle \mathrm {2\,Zn(NO_{3})_{2}\ \to \ 2\,ZnO+4\,NO_{2}+O_{2}} }
Průmyslová výroba
Průmyslová výroba probíhá spalováním zinku.
{\displaystyle \mathrm {2\,Zn+O_{2}\ \to \ 2\,ZnO} }

## Použití
Používá se jako netoxický bílý pigment při výrobě barviv známých jako zinková běloba. Je součástí gumárenských směsí nutnou při vulkanizaci kaučuku na pryž a nachází uplatnění i v keramickém a sklářském průmyslu při výrobě speciálních chemicky odolných skel a glazur nebo emailů. Oxid zinečnatý je také jeden z meziproduktů při výrobě zinku z rudy sfaleritu. Sloupce bloků oxidu zinečnatého se používají jako bezjiskřišťové omezovače přepětí (varistory) v elektroenergetických soustavách na principu nelineárního odporu. Ve formě nanočástic může být zdraví nebezpečný.